# 위기의 친구들
《위기의 친구들》(영어: Friends from College)는 니컬러스 스톨러와 프란체스카 델반코가 기획한 넷플릭스 오리지널 코미디 텔레비전 프로그램이다. 8편의 에피소드로 이뤄진 첫 번째 시즌이 2017년 7월 14일 넷플릭스에서 공개되었다. 2017년 8월 21일 넷플릭스는 8편으로 된 시즌 2 제작 계획을 발표했다.

## 출연

### 주연
- 키건마이클 키 - 이선 터너
- 코비 스멀더스 - 리사 터너
- 애니 파리스 - 사만다 "샘" 델모니코
- 냇 팩슨 - 닉
- 프레드 새비지 - 맥스 아들러
- 박재서 - 매리언

### 조연
- 빌리 에이너 - 닥터 필릭스 포즌하임[5]
- 그렉 저먼 - 존 델모니코[6]

### 카메오
- 아이크 배린홀츠 - 델그라소[7][8]
- 빌리 매그너슨 - 션[9]
- 케이트 매키넌 - 쇼나[7]
- 세스 로건 -폴 "파티 독" 돕킨[7]
- 크리스 엘리엇 - 멘탈리스트[7]